# Ivčenko AI-14
Ivčenko AI-14 je sovjetski 9-valjni, zračnohlajeni bencinski zvezdasti letalski motor. Uporablja se na propelerskih letalih in helikopterjih Kamov (AI-14V). Motor so prvič testirali leta 1950. Zgradili so več tisoč AI-14 motorjev. AI-14R ima po navadi dvokraki propeler in se ga zažene s stisnjenim zrakom.
Motor so v letih 1956−2007 licenčno proizvajali tudi na Poljskem pri WSK-Kalisz in na Kitajskem kot Zhuzhou HS-6. Verzija Avia M462 poganja agrikulturno letalo Zlín Z 37.
Na podlagi AI-14 so razvili družino motorjev Vedenejev M14P.

## Uporaba
- Aero L-60 Brigadýr (L-60S variant)
- Antonov An-14 - AI-14RF
- ICA IS-23 - AI-14RF
- Kamov Ka-15 - AI-14V
- Kamov Ka-18 - AI-14VF
- Kamov Ka-26
- Nančang CJ-6
- PZL-101 Gawron
- PZL-104 Wilga
- Sever-2 (Aerosani)
- Jakovljev Jak-12
- Jakovljev Jak-18 (Yak-18A)

## Specifikacije (Ivčenko AI-14)
- Tip: 9-valjni, zračnohlajeni bencinski zvezdasti letalski motor
- Premer valja: 105mm (4,13in)
- Hod valja: 130mm (5,12in)
- Delovna prostornina: 10,13 Litrov (618 cu in)
- Teža: 200kg (441lb)

- Polnilnik: mehansko gnani enostopenjski centrifugalni
- Dobava mešanice: vplinjač
- Hlajenje: zračno
- Moč: pri vzletu: 260 KM (194 kW), kontinuirana 220 KM (161 kW)
- Konmpresijsko razmerje: 5,9:1